# Новокостянтинівка (Сумський район)
Новокостянти́нівка (до 2024 року — Перше Травня) — село в Україні, у Хотінській селищній громаді Сумського району Сумської області. Населення становить 26 осіб. До 2016 орган місцевого самоврядування — Кіндратівська сільська рада.

## Назва
19 вересня 2024 року Верховна Рада підтримала перейменування села Перше Травня на Новокостянтинівка. 26 вересня 2024 року перейменування набуло чинності.

## Географія
Село Новокостянтинівка знаходиться на кордоні з Росією на відстані 1 км від села Степне.

## Історія
12 червня 2020 року, відповідно до Розпорядження Кабінету Міністрів України № 723-р «Про визначення адміністративних центрів та затвердження територій територіальних громад Сумської області» увійшло до складу Хотінської селищної громади.
19 липня 2020 року, в результаті адміністративно-територіальної реформи та ліквідації Сумського району(1923-2020), село увійшло до новоутвореного Сумського району.

#### Російське вторгнення в Україну (з 2022)
26 серпня 2024 року російські загарбники продовжували обстрілювати прикордонні території Сумської області. Зокрема в селі зафіксовано 1 вибух, ймовірно КАБ.